# Folkline
Folkline var ett rederi med passagerarfärja mellan Gävle i Sverige och Kaskö i Finland, verksamt under 1982 - 1984. Linjen lyckades inte få lönsamhet i konkurrens med Vasabåtarna som trafikerade Kvarken något längre norrut. 1986 återuppstod linjen Kaskö-Gävle för en kort tid som KG-Line.